# Syneches ferrugineus
Syneches ferrugineus är en tvåvingeart som först beskrevs av Walker 1860.  Syneches ferrugineus ingår i släktet Syneches och familjen puckeldansflugor. Inga underarter finns listade i Catalogue of Life.